# Elisabeth Fritz
Elisabeth Fritz (geboren 24. November 1955 in Trier) ist eine deutsche Richterin und Präsidentin der Amtsgerichte Offenbach am Main und Wiesbaden in Ruhestand. Sie ist Mitglied des Hessischen Staatsgerichtshofs.

## Leben
1974 machte Fritz Abitur in Schleiden (Eifel). Anschließend studierte sie Rechtswissenschaft an der Universität des Saarlandes und schloss 1978 mit der Ersten Juristischen Staatsprüfung ab. 1981 begann Fritz als Regierungsassessorin auf Probe in der Rechtsabteilung der saarländischen Staatskanzlei und wurde bald zur Referatsleiterin und Justiziarin befördert. 1983 erfolgte die Übernahme in den Staatsdienst. Von 1984 bis 1985 war sie Richterin am Landgericht Saarbrücken und wurde 1985 zur Richterin auf Lebenszeit ernannt.
Aus familiären Gründen wechselte sie 1988 nach Hessen und wurde als Richterin an das Landgericht Frankfurt am Main berufen. 1996 wurde sie an das Oberlandesgericht Frankfurt am Main abgeordnet und 1998 zur Vorsitzenden Richterin am Landgericht Frankfurt am Main ernannt. Dort übernahm sie auch den Vorsitz der Arzthaftungskammer. 2005 wurde sie Direktorin am Amtsgericht Königstein im Taunus. Von 2009 bis 2014 war Fritz Präsidentin des Amtsgerichts Offenbach am Main, seit 2014 Präsidentin des Amtsgerichts Wiesbaden. Zum 31. August 2021 wurde Fritz in den Ruhestand verabschiedet.
Von 1999 bis 2009 war Fritz als Frauenbeauftragte für den richterlichen Dienst der ordentlichen Gerichtsbarkeit tätig. Von 2004 bis 2006 engagierte sie sich auch als nebenamtliches Mitglied des Prüfungsamtes der Hessischen Justiz in der Prüfungsabteilung II.
Am 2. April 2019 wurde Elisabeth Fritz auf Vorschlag der SPD vom Hessischen Landtag zum stellvertretenden nicht richterlichen Mitglied am Staatsgerichtshof des Landes Hessen gewählt.
Im Jahr 2000 begann Fritz eine Mediationsausbildung und führte die gerichtliche Mediation in ihrem Zuständigkeitsbereich ein. Nebenamtlich bildete sie Mediatoren an der Justus-Liebig-Universität Gießen aus. Im Rahmen der Bundesarbeitsgemeinschaft für Familienmediation ist sie auch im Ruhestand noch als Mediatorin tätig.
Fritz ist zudem aktiv in der Offenbacher Bürgerstiftung, wo sie Mitglied im Vorstand ist. Elisabeth Fritz ist verheiratet mit Roland Fritz, der von 2006 bis 2013 Präsident des Verwaltungsgerichts Frankfurt am Main war und ist Mutter von zwei erwachsenen Kindern.